# Tarkan (Vorname)
Tarkan ist ein türkischer männlicher Vorname.

## Bedeutung und Herkunft
Tarkan war bei diversen zentralasiatischen Völkern ein Titel oder ein militärischer Rang. Die Herkunft des Wortes ist ungeklärt. Mahmud al-Kāschgharī bezeichnete es in seinem Lexikon der Turksprachen aus dem 11. Jahrhundert als Synonym für Emir. Eine Variante des Namens ist Tarhan.

## Namensträger

### Vorname
- Tarkan Dospil, US-amerikanischer Schauspieler und Filmproduzent
- Tarkan Karaalioğlu (MOK; * 1976), deutscher Rapper türkischer Abstammung
- Tarkan Tüzmen (* 1968), türkischer Sänger und Schauspieler

### Künstlername
- Tarkan (Tarkan Tevetoğlu; * 1972), türkischer Popmusiker